# 欧州議会議長
欧州議会議長（おうしゅうぎかいぎちょう）は、欧州議会における議事と活動を統括する役職。また議長は、欧州連合内、および国際的に欧州議会の代表を務める。欧州連合の大部分の法律や予算の成立にあたっては議長の署名が必要とされる。
欧州議会議長の任期は2年半で、通常議会内の2大政党による輪番制が採られる。欧州議会が創設された1952年から2017年までの間に30人が議長となっており、そのうち15人は1979年の第1回欧州議会議員直接選挙以降に就任した。女性で議長を務めたのは2人いて、また30人の内多くが古くからの欧州連合加盟国出身者である。2022年1月以降、議長を務めるのはマルタのロベルタ・メツォラである。

## 議会における役割
議長は議事の進行や、議会と欧州議会議院規則が適用されることを確保するための関連組織のすべての活動の監督にあたり、このような点から議長の役割は国内議会における議長と同様である。議長の下には14人の副議長がおり、議長が議事にあたって不在である場合にその代行を務める。また議長は事務局の会議においても進行を務め、議会の財務や管理にかんする事項を担っている。このほか院内各会派の代表による議長・会派長会議においても議事進行役を務める。
リスボン条約において、欧州議会議長在任中は、欧州議会議員750名（2014年までは753名）のうちの1人として数えられないことになっている。これは750という議員定数の上限を超えないとするためのものである。

## 連合における位置づけ
欧州議会議長はすべての法的事項や対外関係、とくに国際関係において欧州議会を代表する。欧州理事会の会合が行われている際には、欧州議会議長は欧州理事会での方針に対する欧州議会の立場を表明する。また欧州議会議長は新基本条約に関する政府間協議 (IGC) に出席する。議長の署名は欧州連合の予算や、共同決定手続が適用される法令の成立の際に必要とされる。さらに議長はこれらの分野における立法手続に関して、欧州連合理事会との間で調停委員会が設置されたときは、その議事進行を担当する。
ほとんどの国において、国家元首がプロトコールにおける最上位とされるが、欧州連合においては欧州議会が最上位の機関とされており、そのため欧州議会議長はほかの欧州連合、および加盟各国のプロトコールよりも優先された位置づけがなされている。たとえば各国の要人に贈られる品物は欧州議会議長次第で決定される。スペイン出身のジョセップ・ボレルの議長在任中には、バルセロナ出身の彫刻家によって欧州連合基本権憲章の一部が刻まれたクリスタルのカップが贈られている。

## 選出
欧州議会議長の任期は2年半で、欧州議会議員の1期の任期中に議長選挙が2度行われることになる。1980年代に欧州人民党と欧州社会党で調整がなされた結果、両党の間で議長を出し合うこととなっている。たとえば2004年から2009年の間の任期を見ると、欧州人民党は欧州社会党出身の議長候補を支持し、2007年の交替に際しての選挙では逆に、欧州社会党が欧州人民党の議長候補に投票している。これにより2大政党の間で議長職が持ちまわされている。ただし例外もあり、欧州人民党と欧州自由民主改革党が提携した際に、先の持ち回りの下では、本来議会の任期の後半は欧州社会党から議長が選出される所を、欧州自由民主改革党の候補が選出された事例がある。
2009年以降、議長の選出にあたっては改選前に議長を務めていた議員、改選前の議長を欠くときは改選前に副議長を務めていたなかでも最年長の議員、改選前の副議長を欠くときには在職期間が最長となる議員の進行の下で本会議が行われる。2007年以前は議長の選出にあたっては、議会の最年長議員の進行の下で本会議が行なわれていた。この変更の背景には、欧州統合に対して批判的なジャン＝マリー・ル・ペンが2009年の選挙後に81歳となって最年長議員となることが見込まれていたことが挙げられる。極右のル・ペンに反発する一部の議員が行動した結果、ル・ペンを議長席に座らせることを阻止するために議院規程が改定された。2004年と2007年の議長選出にあたってはジョヴァンニ・ベルリンガーが、1979年の初の直接選挙後に開かれたさいにはルイーズ・ウェイスがこの進行を務めた。議長選出選挙が行われている間は、最年長議員は本来議長が持つべき権限を有するが、その権限は議長選出にかかわるものに限られている。投票にあたって候補者名簿が最年長議員に渡され、最年長議員は本会議で候補者を発表する。3度投票を繰り返していずれの候補者も絶対過半数を獲得できない場合は、3度目の投票結果の上位2名による決選投票が行われる。この決選投票でも同数となった場合は、両候補者のうち年長の者が選出される。
欧州議会またはその前身機関の議長には特筆されるような人物が選出されている。初代議長には欧州連合の父の1人とされるポール＝アンリ・スパークが就任している。また欧州連合の父と呼ばれる人物はほかに、アルチデ・デ・ガスペリやロベール・シューマンも選出されている。また女性もこれまでに2人が選出されており、直接選挙が行われた直後の1979年にシモーヌ・ヴェイユが、1999年にはニコル・フォンテーヌの、いずれもフランス出身であるが、それぞれ議長に就任している。

## 歴代議長

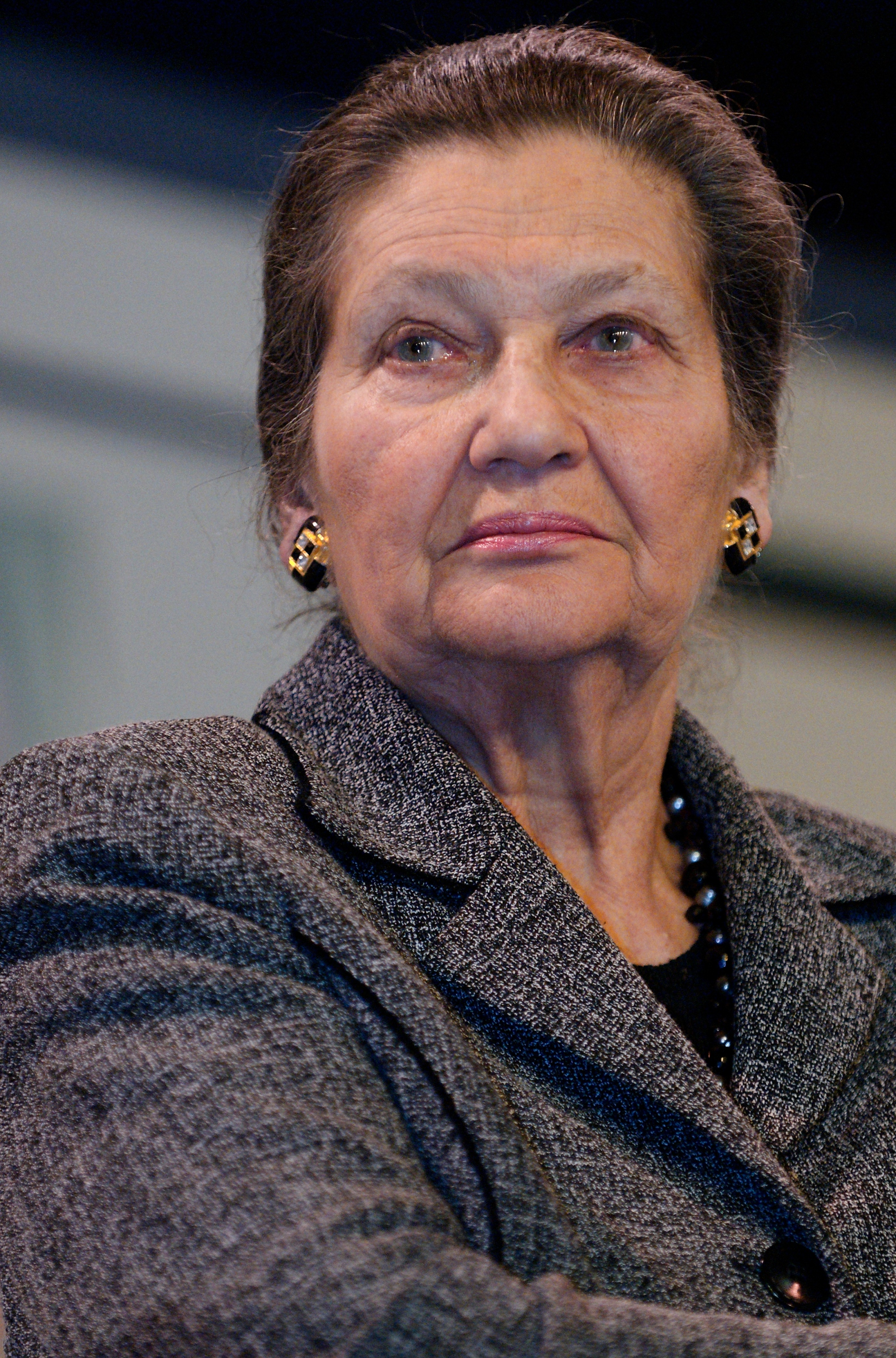
シモーヌ・ヴェイユ
女性初の議長

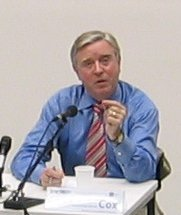
パット・コックス
シモーヌ・ヴェイユ以来初の欧州人民党、欧州社会党以外出身の議長

| 任期                                               | 任期                              | 議長                              | 出身会派 （国内）                 | 出身会派 （欧州議会内）           | 出身国                            |
| “共同総会”議長 1952 - 1958                         | “共同総会”議長 1952 - 1958        | “共同総会”議長 1952 - 1958        | “共同総会”議長 1952 - 1958        | “共同総会”議長 1952 - 1958        | “共同総会”議長 1952 - 1958        |
| -------------------------------------------------- | --------------------------------- | --------------------------------- | --------------------------------- | --------------------------------- | --------------------------------- |
| 1952 - 1954                                        | 1952 - 1954                       | ポール＝アンリ・スパーク          | BSP-PSB                           | SOC                               | ベルギー                          |
| 1954 （同年8月19日死去）                           | 1954 （同年8月19日死去）          | アルチデ・デ・ガスペリ            | DC                                | CD                                | イタリア                          |
| 1954 - 1956                                        | 1954 - 1956                       | ジュゼッペ・ペッラ                | DC                                | CD                                | イタリア                          |
| 1956 - 1958                                        | 1956 - 1958                       | ハンス・フルラー （1期目）        | CDU                               | CD                                | 西ドイツ                          |
| “議員会議”議長 1958 - 1962                         |                                   |                                   |                                   |                                   |                                   |
| 1958 - 1960                                        | 1958 - 1960                       | ロベール・シューマン              | MRP                               | CD                                | フランス                          |
| 1960 - 1962                                        | 1960 - 1962                       | ハンス・フルラー                  | CDU                               | CD                                | 西ドイツ                          |
| 各国政府が議員を指名する“欧州議会”議長 1962 - 1979 |                                   |                                   |                                   |                                   |                                   |
| 1962 - 1964                                        | 1962 - 1964                       | ガエターノ・マルティーノ          | PLI                               | LIB                               | イタリア                          |
| 1964 - 1965                                        | 1964 - 1965                       | ジャン・デュヴュザー              | RW                                | CD                                | ベルギー                          |
| 1965 - 1966                                        | 1965 - 1966                       | ヴィクトル・レーマンス            | CVP                               | CD                                | ベルギー                          |
| 1966 - 1969                                        | 1966 - 1969                       | アラン・ポエール                  | MRP                               | CD                                | フランス                          |
| 1969 - 1971                                        | 1969 - 1971                       | マリオ・シェルバ                  | DC                                | CD                                | イタリア                          |
| 1971 - 1973                                        | 1971 - 1973                       | ヴァルター・ベーレント            | SPD                               | SOC                               | 西ドイツ                          |
| 1973 - 1975                                        | 1973 - 1975                       | コルネリス・ベルクハウアー        | VVD                               | LIB                               | オランダ                          |
| 1975 - 1977                                        | 1975 - 1977                       | ジョルジュ・スペナール            | PS                                | SOC                               | フランス                          |
| 1977 - 1979                                        | 1977 - 1979                       | エミリオ・コロンボ                | DC                                | CD                                | イタリア                          |
| 任期                                               | 直接選挙制での欧州議会議長 1979 - | 直接選挙制での欧州議会議長 1979 - | 直接選挙制での欧州議会議長 1979 - | 直接選挙制での欧州議会議長 1979 - | 直接選挙制での欧州議会議長 1979 - |
| 1°                                                 | 1979 - 1982                       | シモーヌ・ヴェイユ                | UDF                               | ELDR                              | フランス                          |
| 1°                                                 | 1982 - 1984                       | ピート・ダンケルト                | PvDA                              | PES                               | オランダ                          |
| 2°                                                 | 1984 - 1987                       | ピエール・フリムラン              | UDF/RPR                           | EPP                               | フランス                          |
| 2°                                                 | 1987 - 1989                       | ヘンリー・プラム                  | CP                                | ED                                | イギリス                          |
| 3°                                                 | 1989 - 1992                       | エンリケ・バロン・クレスポ        | PSOE                              | PES                               | スペイン                          |
| 3°                                                 | 1992 - 1994                       | エゴン・クレプシュ                | CDU                               | EPP                               | ドイツ                            |
| 4°                                                 | 1994 - 1997                       | クラウス・ヘンシュ                | SPD                               | PES                               | ドイツ                            |
| 4°                                                 | 1997 - 1999                       | ホセ・マリア・ヒル＝ロブレス      | PP                                | EPP                               | スペイン                          |
| 5°                                                 | 1999 - 2002                       | ニコル・フォンテーヌ              | UMP                               | EPP-ED                            | フランス                          |
| 5°                                                 | 2002 - 2004                       | パット・コックス                  | PD                                | ELDR                              | アイルランド                      |
| 6°                                                 | 2004 - 2007                       | ジョセップ・ボレル                | PSOE                              | PES                               | スペイン                          |
| 6°                                                 | 2007 - 2009                       | ハンス＝ゲルト・ペテリング        | CDU                               | EPP-ED                            | ドイツ                            |
| 7°                                                 | 2009 - 2012                       | イェジ・ブゼク                    | PO                                | EPP                               | ポーランド                        |
| 7°                                                 | 2012 - 2014                       | マルティン・シュルツ              | SPD                               | S&D                               | ドイツ                            |
| 8°                                                 | 2014 - 2017                       | マルティン・シュルツ              | SPD                               | S&D                               | ドイツ                            |
| 8°                                                 | 2017 - 2019                       | アントニオ・タイヤーニ            | FI                                | EPP                               | イタリア                          |
| 9°                                                 | 2019 - 2022                       | ダヴィド・サッソリ                | PD                                | S&D                               | イタリア                          |
| 9°                                                 | 2022 - 2024                       | ロベルタ・メツォラ                | PN                                | EPP                               | マルタ                            |
| 10°                                                | 2024 -                            | ロベルタ・メツォラ                | PN                                | EPP                               | マルタ                            |